# Milieu CYE
Le milieu CYE (de l'anglais Charcoal Yeast Extract) est l'un des premiers milieux de culture employés en microbiologie pour isoler les Légionelles. Il a été mis au point en 1979 par Feeley et al. en remplacement du milieu F-G proposé l'année précédente. Il sert de base à la plupart des milieux plus élaborés, enrichis et/ou sélectifs, servant à la culture des Légionelles : milieu BCYE, milieu BMPAα, milieu GVPC etc.

## Principe
Ce milieu semi-défini solide non sélectif dérive du milieu F-G par plusieurs modifications. La base nutritive d'hydrolysat acide de caséine et d'extrait de bœuf est ici remplacée par de l'extrait de levure. La solution polyvitaminique « IsoVitaleX » et l'hémoglobine laissent la place à deux facteurs de croissance purs, respectivement la L-cystéine et le pyrophosphate de fer(III).
Les auteurs avaient remarqué que le charbon activé favorisait la croissance des Légionelles issues de prélèvements cliniques. Des travaux ultérieurs ont démontré son rôle protecteur vis-à-vis des toxines présentes dans l'agar ainsi que des peroxydes formés dans l'extrait de levure sous l'effet de la lumière, en particulier après autoclavage.

## Composition
Pour 1000 mL de milieu :
- extrait de levure : 10 g
- charbon activé : 2 g
- L-cystéine chlorhydrate : 400 mg
- pyrophosphate de fer(III) : 250 mg
- agar : 13 g[5].

## Préparation
La « base CYE » qui se compose des ingrédients thermostables (extrait de levure, charbon activé et agar) est dissoute à chaud dans le volume correspondant d'eau distillée et le mélange est stérilisé à l'autoclave (15 minutes à 121°C). Après refroidissement partiel jusqu'à 50°C les additifs thermosensibles (L-cystéine et pyrophosphate de fer) sont introduits aseptiquement, par exemple par filtration stérilisante. Le mélange homogénéisé est réparti dans des contenants stériles.